# 그램 블런델

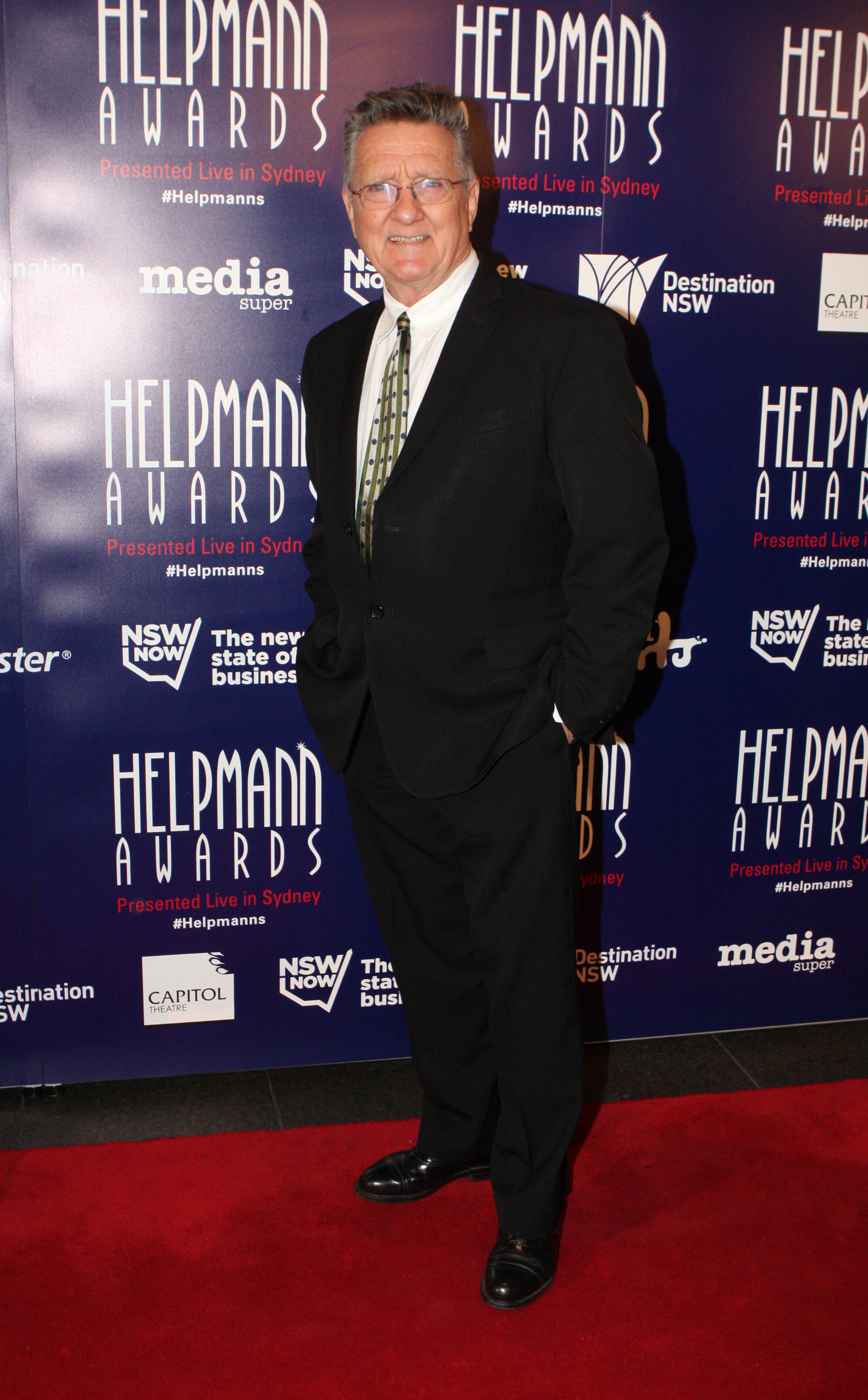

그램 블런델(Graeme Blundell, 1945년 8월 7일 ~ )은 오스트레일리아의 전기 작가, 텔레비전 배우이다.
멜버른에서 태어났다.

## 영화
- 인 허 스킨 (2009년)
- 헐리웃과 맞장뜨기: 호주 B무비의 세계 (2008년)
- 스타워즈 에피소드 3 - 시스의 복수 (2005년)
- 알리브란디를 찾아서 (2000년)
- 사랑하기엔 아직 일러요 (1987년)
- 베트남 블루스 (1979년)
- 위크엔드 오브 샤도우 (1978년)
- 마피아 결투 (1974년)
- 앨빈 퍼플 (1973년)
- 스토크 (1971년)
- 투 사우잰드 윅스 (1969년)